# فرانسیسکو گوارا
آلخاندرو فرانسیسکو گوارا اولیورا (زاده ۱۸ مارس ۱۹۹۲) سیاستمدار آرژانتینی از حزب عدالت گرا است که از سال ۲۰۱۹ به عنوان معاون ملی استان سان خوآن انتخاب شده‌است. او در سال ۱۹۹۲ در شهر سن خوان به دنیا آمد. از دوران جوانی فعالیت سیاسی داشته‌است.